# Тандер-Бей (город)
Тандер-Бей (англ. Thunder Bay) — город в Канаде, в западной части провинции Онтарио, на северном берегу озера Верхнего в устье реки Каминистиква (Каминистикиа).
Тандер-Бей был образован в 1970 году в результате объединения городов Форт-Уильям и Порт-Артур и прилегающих тауншипов Нибинг и Макинтайр. На момент объединения каждый из обоих городов имел около 50 тысяч жителей. В период после объединения рост населения был медленным.
Тандер-Бей отличается очень высоким в сравнении со средним по стране уровнем преступности. Он лидирует среди крупных городских образований Канады по количеству убийств на душу населения и считается «столицей убийств». Другой проблемой являются грабежи, вызванные растущей наркоманией.
В Тандер-Бей расположен Университет Лейкхед, а также Конфедерейшн колледж.

## История
До прихода европейцев на северном побережье озера Верхнее жили общины Оджибве. В XVII веке сюда приходят французские торговцы пушниной. В 1679 году французы построили форт Каминистигуайан на реке Каминистиква, но позднее он был покинут. Постоянное поселение здесь появилось в 1803 году, когда Северо-Западная компания построила Форт-Уильям. В начале XIX века он был центром канадской торговли пушниной, но после объединения Северо-Западной компании с Компанией Гудзонова залива его значение ослабло. К середине века основной отраслью региона стала добыча полезных ископаемых — меди, золота, серебра.
В это время Канада стала проявлять интерес к экспансии на запад. Инженеру Саймону Доусону было поручено обустройство пути в Форт-Гарри, ныне Виннипег. Устье реки Каминистиква не годилось для навигации, и отправной точкой для «дороги Доусона» было выбрано находившееся к северо-востоку от Форт-Уильяма «Депо» — с 1805 года служившее местом высадки кораблей. В 1870 году полковник Уолсли, прибывший для подавления восстания на Ред-Ривере, переименовал Депо в Гавань Принца Артура в честь третьего сына королевы Виктории. Благодаря лучшим докам и открытию серебра Гавань Принца Артура быстро переросла своего соседа, а 1884 году она была переименована в Порт-Артур. Начавшееся в 1875 году в Форт-Уильяме строительство Канадской тихоокеанской железной дороги вдохнуло в него новую жизнь, вызвав приток рабочих и иммигрантов, но также вызвало продолжительное недоверие и соперничество между поселениями.
С упадком добычи серебра в конце века ведущей индустрией стала лесозаготовка. Брёвна с помощью лошадей доставлялись к речным берегам, откуда сплавлялись к расположенным на побережье озера Верхнее лесопилкам. В 1882 году была завершена первая железнодорожная линия с запада, и увеличивающийся поток перевозок зерна привёл к процветанию Форт-Уильяма. Через 2 года был построен первый элеватор, а к 1920-м порты региона имели самые большие зернохранилища в Северной Америке.
С начала XX века стал подниматься вопрос об объединении Форт-Уильяма и Порт-Артура. В 1920 и 1958 годах проводились плебисциты об объединении, но они ни к чему не привели. В 1969 году правительство провинции Онтарио издало указ об объединении двух городов с 1 января 1970 года, и их жителям было предложено выбрать название. На голосовании с небольшим перевесом победил вариант Тандер-Бей.

## Экономика
Тандер-Бей — крупный транспортный узел и порт, а также центр одноимённого округа. В городе также расположены предприятия машиностроения, деревообрабатывающей и целлюлозно-бумажной промышленности. Лесная промышленность является главным источником рабочих мест в промышленности. Через порт вывозятся продукты лесной промышленности, уголь и калиевая соль, но главным объектом портового трафика — больше 70% остаётся зерно. Сооружения для хранения зерна порта Тандер-Бей являются одними из крупнейших в мире. В прочие индустрии входят производство железнодорожных вагонов, судоремонт, сборка специализированного оборудования и биотехнологии. Также занятость обеспечивают развитые сферы управления, услуг и туризма.

## Население
Население, согласно переписи 2016 года оставляет 107 909 человек, метрополии — 121 621 жителей.

## Климат
Климат в городе влажный континентальный (Dfb по классификации Кёппена), но с влиянием континентального субарктического (Dfc по классификации Кёппена) в северо-восточной части, в том числе, поблизости от озера Верхнее. В результате летние месяцы менее жаркие, а зимние более тёплые, это влияние распространяется примерно на 16 км вглубь континента. Диапазон средних дневных температур колеблется от –13,4 °C в январе до 18,0 °C в июле. Температурные рекорды –43,2 °С и 40,3 °C соответственно. Количество солнечных часов в среднем составляет 2121 час в год, самый темный месяц – ноябрь (86,2 часа), самый солнечный – июль (286,1 час). Зимы в основном сухие, с небольшим количеством снега. По сравнению с городами, расположенными на озере со стороны США, Тандер-Бей имеет более континентальный климат.
| Показатель                    | Янв.  | Фев.  | Март  | Апр.  | Май  | Июнь | Июль | Авг. | Сен. | Окт.  | Нояб. | Дек.  | Год   |
| ----------------------------- | ----- | ----- | ----- | ----- | ---- | ---- | ---- | ---- | ---- | ----- | ----- | ----- | ----- |
| Абсолютный максимум, °C       | 9,4   | 15,5  | 23,8  | 28,3  | 35,2 | 39,0 | 37,2 | 40,3 | 34,1 | 28,3  | 21,7  | 12,2  | 40,3  |
| Средний суточный максимум, °C | −7,9  | −4,8  | 0,9   | 9,4   | 16,2 | 21,1 | 24,3 | 23,7 | 18,3 | 10,5  | 2,2   | −5,1  | 9,1   |
| Средняя температура, °C       | −14,1 | −11,3 | −5,1  | 3,0   | 9,1  | 14,4 | 17,6 | 16,9 | 11,9 | 5,0   | −2,5  | −10,4 | 2,9   |
| Средний суточный минимум, °C  | −20,2 | −17,8 | −11   | −3,5  | 2,1  | 7,6  | 11,0 | 10,1 | 5,4  | −0,6  | −7,1  | −15,5 | −3,3  |
| Абсолютный минимум, °C        | −43,2 | −40,6 | −36,7 | −22,2 | −8,9 | −3,9 | 0,0  | −1,1 | −8,3 | −13,3 | −30,6 | −37,8 | −43,2 |
| Норма осадков, мм             | 24    | 17    | 30    | 52    | 66   | 84   | 81   | 76   | 68   | 63    | 51    | 34    | 645   |
| Источник: «Погода и Климат»   |       |       |       |       |      |      |      |      |      |       |       |       |       |

## Достопримечательности
Уэверли-Парк — общественный парк, расположенный в северной части Тандер-Бей.

## Спорт
В 1995 году в городе прошел Чемпионат мира по лыжным видам спорта.